# William Buddicom
 (février 2013).
William Barber Buddicom est né à Everton, maintenant un district de Liverpool (Merseyside) le 1er juillet 1816, il est le fils du pasteur Robert Pedder Buddicom (1781-1846) de Ellin Barber son épouse. Après une vie d’ingénieur et d’entrepreneur du début des chemins de fer sur le continent, il est décédé à 71 ans le 4 août 1887 dans sa propriété de Penbedw-Hall dans le comté de Flint au Nord du pays de Galles. Il avait épousé à Rouen, le 28 mai 1845, Marie Jeanne Hownam (1822-1892) dont il a eu six enfants. Il a été nommé Chevalier de la Légion d’Honneur par Louis-Philippe Ier en remerciement des services rendus à la France.

## Le savoir-faire britannique
Les Anglais ont indéniablement de l'avance : les ingénieurs français le savent. En 1848, l'Anglais Thomas Brassey disait : « Nous avons construit soixante-quinze pour cent des chemins de fer français ». Son entreprise et celle de son compatriote William Mackenzie avaient joué un rôle décisif dans la réalisation du chemin de fer de Paris à Rouen, mettant à l'œuvre jusqu'à 5000 terrassiers britanniques sur les chantiers. Une explication simple est que les capitaux de cette ligne étaient pour les deux tiers anglais. Le fait est que l'avance prise par les Anglais dans la réalisation de tels chantiers, peu fréquents en France où la grande majorité des travaux publics se réalisaient en régie, leur donne un avantage indiscutable. La ligne de Paris à Rouen est le premier exemple en France d’un chemin de fer construit par des capitaux, des ingénieurs et des entrepreneurs britanniques selon des techniques nouvelles en France. Que ce soit sur les ouvrages d’art, sur l’architecture ou le vocabulaire technique, l’influence anglaise est omniprésente. On trouve encore deux Anglais, William Allcard et W. Buddicom installés près de Rouen dès 1841 pour fabriquer les machines de la ligne Paris-Rouen. Cette expérience sera renouvelée sur le chemin de fer de Rouen au Havre, mais également Tours-Nantes et Orléans-Bordeaux. Aux termes du contrat avec Mackenzie et Brassey, ceux-ci sont responsables de la maintenance de la voie l’année qui suit son inauguration. Cette obligation est renouvelée pour une nouvelle période de sept ans en 1844 et 1851.

## Biographie

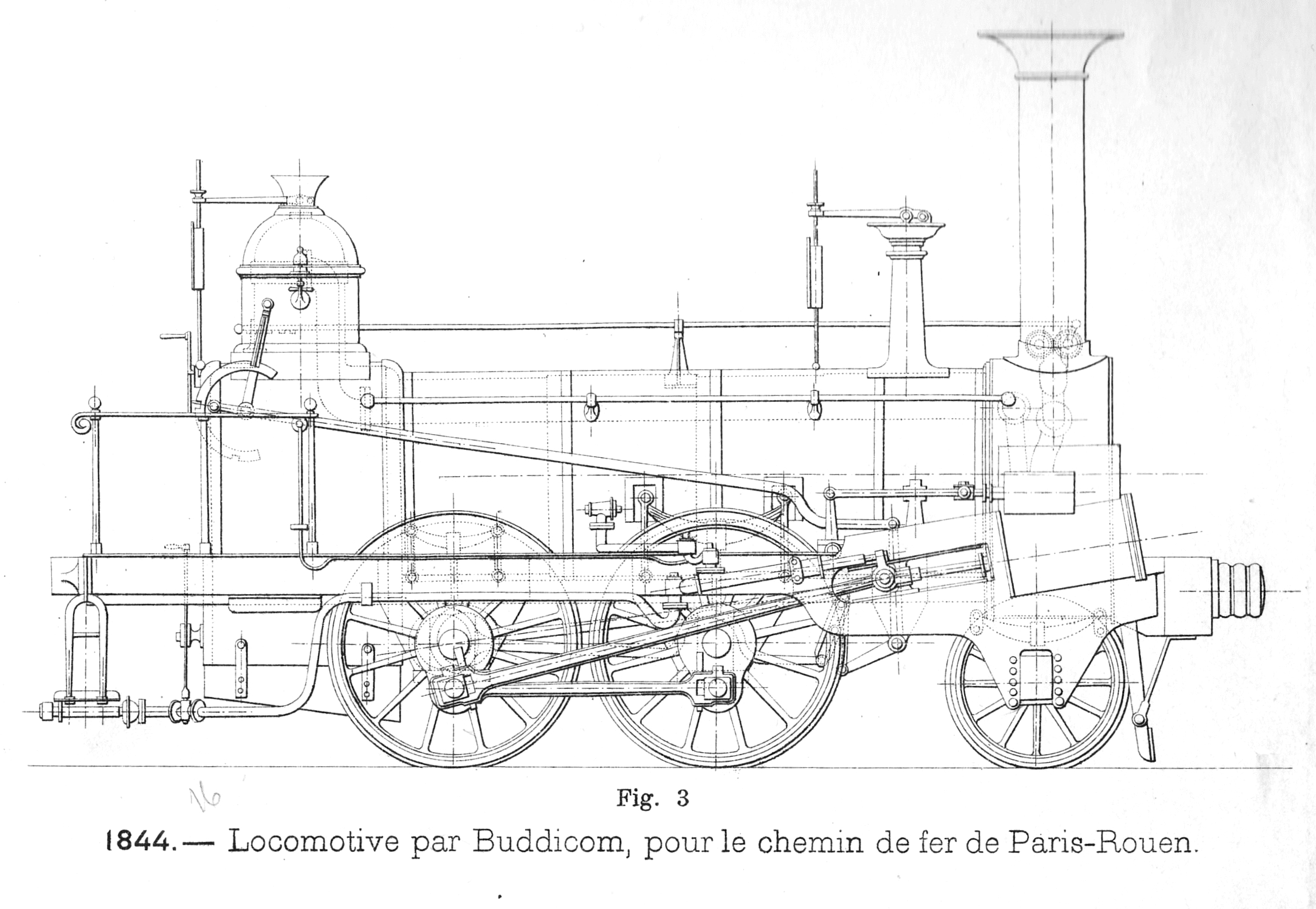
Locomotive Buddicom type 120.

Son père se chargea de son éducation jusqu’à l’âge de quinze ans. William Buddicom commence un apprentissage dans un atelier de fonderie et mécanique à Liverpool. À la fin de cet apprentissage, il est engagé comme mécanicien auprès  du « Liverpool and Manchester Railway », pour la section entre Liverpool et Newton Bridge. Les tâches étaient très variées qui allèrent de la maintenance de la voie à des tâches administratives. Après un engagement de deux ans, il n’a pas voulu se lier plus longtemps, en contact avec d’autres entreprises, c’est à ce moment-là qu’il eut une offre de  Joseph Locke pour un poste de  « Resident Engineer » lors de la construction de la ligne de liaison Glasgow à Paisley. Buddicom accepta, et resta jusqu’en 1840, lorsqu'à nouveau sur la recommandation de Locke, il a été nommé « Locomotive Superintendent » du « Grand Junction Railway ». L’atelier de maintenance du Grand Junction Company fut ouvert en 1839 près de Liverpool. William Buddicom est donc nommé chef de cet atelier en 1840. Avec son contremaître Alexander Allen, ils modifient des locomotives existantes puis développent leurs propres machines nommées souvent "Crewe".
Lors de la construction du chemin de fer de Paris à Rouen, Joseph Locke (1805-1860) l’ingénieur en chef a demandé à Buddicom  de construire une usine en Normandie. Même sans raccordement ferroviaire, pour parer au plus pressant, l'atelier est installé d’abord dans un ancien couvent des Chartreux au Petit Quevilly de 1841 jusqu’en 1845, puis dès 1844 à Sotteville-lès-Rouen, en association avec William Allcard. Buddicom prit la tête de ces importants ateliers de construction de matériel de chemin de fer. Comme constructeur de locomotives, Buddicom  avait acquis une réputation incontestée. Il y fabrique 40 locomotives pour la nouvelle ligne de Paris à Rouen inaugurée en 1843. Les locomotives Buddicom type 111 sont dotées d’un seul grand essieu moteur en position centrale pour la traction voyageur et d’un dôme de vapeur en cuivre placé au-dessus de la boîte à feu. La locomotive ne pèse que 17 tonnes et son tender 10 tonnes. Sa vitesse maximale est de 60 km/h. Pour la traction des wagons de marchandise, les locomotives type 120 sont dotées de deux essieux moteurs couplés. En plus des 40 machines ci-dessus, Allcard Buddicom & Cie ont livré aussi pour le Paris-Rouen, 120 voitures 2e classe et 200 wagons. Les Buddicom vont assurer leur service pendant près de 70 ans, remorquant, entre autres, le célèbre train express de la marée entre Dieppe et Paris.
La colère ouvrière en ce début 1848 s’en prenait aux machines, aux techniciens anglais, c'est-à-dire à tout ce qui dans l’esprit des ouvriers les avait privés de travail. Ainsi le 25 février 1848, des groupes parcouraient la ville de Rouen en criant : « À bas les Anglais, vive la République ». Lorsque ces troubles éclatèrent en février 1848, les gares rue Verte et Saint-Sever sont saccagées, on incendie du côté de la rive gauche de la Seine deux arches du pont ferroviaire de l’île Broully inauguré en 1847. Un certain nombre d’insurgés se dirigèrent vers Sotteville avec l’intention de mettre le feu aux ateliers. Ce sont les mariniers et les dockers privés de travail à cause des nouveaux transports qui les auraient encouragés. Cependant les manifestants ont été dissuadés par les ouvriers et employés français restés fidèles à William Buddicom, on avait demandé aux Anglais de rester à l’arrière. Buddicom avait déjà été menacé personnellement lors d’une confrontation avec  une délégation d’un club politique et se déplaçait depuis avec des gardes du corps. Rapidement après ces évènements Buddicom a fait évacuer sa famille en Angleterre. Il s'ensuivit une période de désorganisation et une pénurie de liquidités, difficile pour les patrons et les ouvriers. En 1849, Buddicom était fournisseur de locomotives des quatre grandes compagnies de chemin de fer françaises sur les six existantes. Cette même année, une succursale est établie à La Bastide avec un atelier de construction, maintenant quartier de la commune de Bordeaux, pour fournir le matériel des nouvelles lignes de cette région. Pendant la période suivant le coup d’état de 1852, Buddicom a participé activement à d'autres projets, en France, en Allemagne, en Italie et en Angleterre.
En 1854, à la suite du retrait d’Allcard, la société Allcard Buddicom et Cie est transformée en société Buddicom et Cie ; de gérant de la traction et du matériel, Buddicom devient associé de la compagnie chargé de poursuivre son activité, mais sous la forme d’une régie intéressée qui l’oblige à revoir ses tarifs à la baisse.
En juin 1855, lors de la fusion des nombreuses compagnies historiques de Paris à la mer avec d’autres à l’ouest de la capitale, les ateliers  de Sotteville-lès-Rouen sont cédés à la « Compagnie des chemins de fer de l’Ouest » et c’en est fini de l’activité de Buddicom comme ingénieur.
En 1854, conjointement avec MM. Parent et Shacken, des entrepreneurs belges importants, et Th. Brassey, le consortium - Parent, Brassey et Buddicom - a conclu un contrat avec le chemin de fer Lyon-Genève pour l'exécution sur cette ligne du tunnel du Crédo près de Bellegarde, d’une longueur de 4 000 mètres environ dans une géologie difficile. Le consortium abandonna le chantier après trois ans et demi et le percement des quelque 100 mètres restants a dû être achevé par Louis Favre. En 1860, Buddicom rejoint un consortium pour la construction, avec  MM. Brassey et Charles Jones, chefs de file, qui devait également fournir les machines du chemin de fer de la région italienne de Maremme. La ligne est achevée en 1865. En 1860, conjointement avec M. Brassey, W. Buddicom a entrepris des travaux de doublement de la ligne Rouen à Dieppe, ainsi que la reconstruction d'un certain nombre de ponts dans la vallée de la Seine.
De 1868 à 1871, il est administrateur de la société Brassey et Cie, composée de Thomas Brassey, John Barraclough Fell, Alexander Brogden, Edward-Charles Blount, chargée de la création et de l'exploitation du Chemin de fer du Mont-Cenis
En 1863, il faisait partie de la société, Brassey, Parent et Buddicom, en sous-traitance pour l'exécution d'une section du chemin de fer du Sud de l'Italie. En raison des circonstances, l'exécution de ces derniers travaux a été confiée à une filiale de l’entreprise Parent, Shacken & Co, mais les opérations financières sont restées à la charge des entrepreneurs d'origine. La liquidation, cependant, est revenue à Buddicom, en raison du décès de Parent, suivie de celui de Brassey en 1870.

## Sources
1. ↑  A. Rigault, « Chronique locale », Le Salut public, no 147,‎ 28 mai 1868, p. 1 (lire en ligne)

- Journal des débats politiques et littéraires, 13/08/1887
- GAQM, L'origine des ateliers dans la région rouennaise (de 1840 à 1912)
- Obituary – W. B. Buddicom -, Institution of Civil Engineers' Proceedings, Minutes of the Proceedings volume 91, Issue 01.01.1888 p.412-421, E.  (ISSN 1753-7843)